# Arbeitserziehungslager Hunswinkel

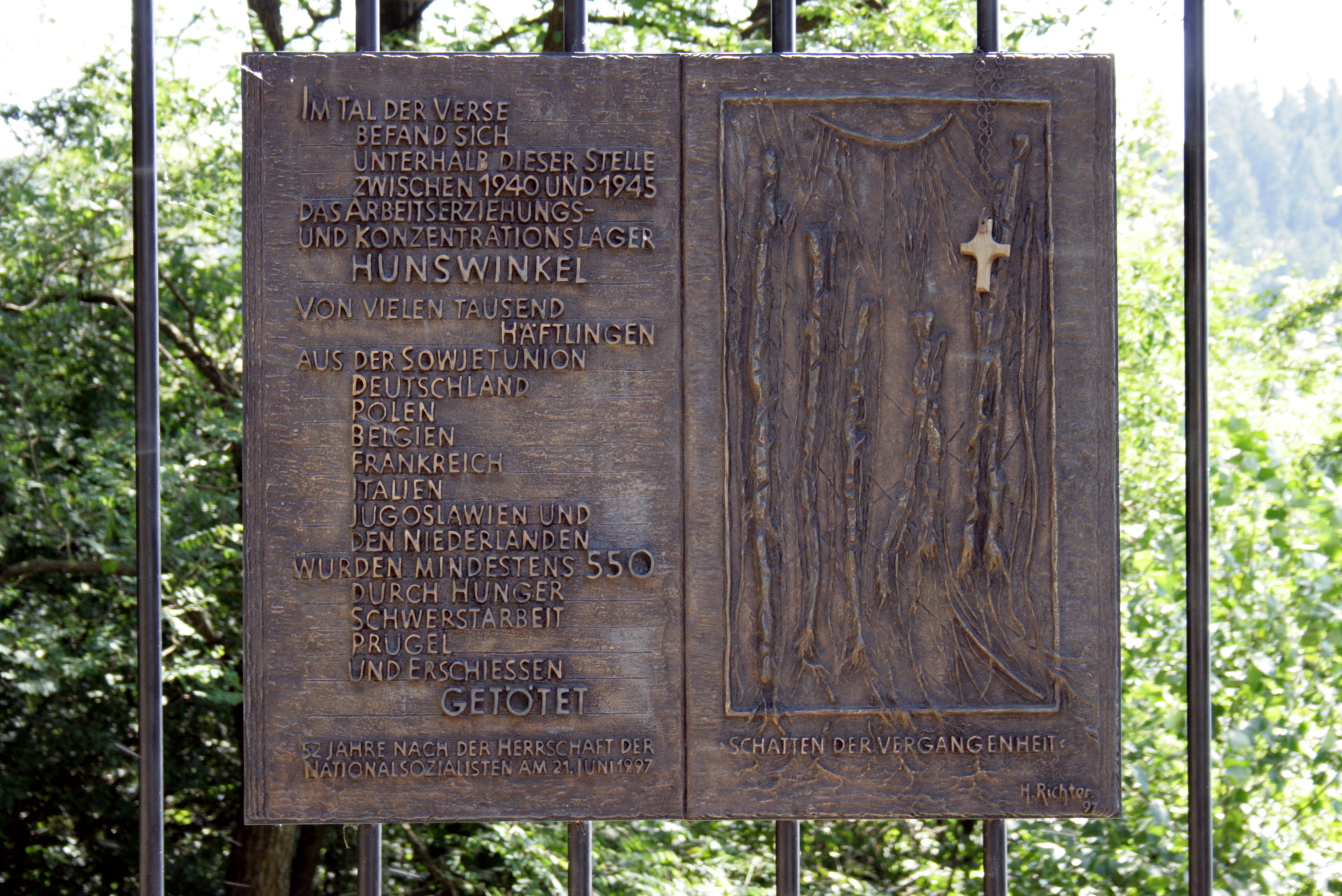
Gestohlenes Mahnmal zum Gedenken an die Opfer

Das Arbeitserziehungslager (AEL) Hunswinkel lag etwa einen Kilometer südlich von Lüdenscheid, auf dem heutigen Grund der Versetalsperre. Dieses Lager wurde 1932 von der Fa. Hochtief im Rahmen des Baus der Versetalsperre für Arbeitskräfte des freiwilligen Arbeitsdienstes errichtet. 1938 wurde dieses Lager vom Reichsarbeitsdienst übernommen. Im August 1940 wurde es zum AEL Hunswinkel. Zu diesem Zeitpunkt bestand es aus zwei Baracken für je 100 Personen und außerhalb der Umzäunung aus einer Kantinenbaracke. Die Baracken besaßen keine Heizungen. In dies zur nachhaltig abschreckenden Disziplinierung betriebene Lager wurden Deutsche und Ausländer eingewiesen. Während des in der Regel sechs Wochen mit einer täglichen Arbeitszeit von zwölf Stunden dauernden Dienstes waren Misshandlungen an der Tagesordnung. 1945 war das AEL Hunswinkel gleichzeitig ein KZ.

## Chronik
Ende August 1940 wurde aus dem Reichsarbeitsdienstlager ein Arbeitserziehungslager, das der Gestapo Dortmund, 1941 der Gestapo Düsseldorf und 1945 der Gestapo Köln unterstellt wurde. Für die AEL wurde angeordnet: „...Die Arbeitsbedingungen und Lebensverhältnisse für die Insassen sind im allgemeinen härter als in einem Konzentrationslager. Dies ist notwendig, um den gewünschten Zweck zu erreichen, und möglich, da die Unterbringung der einzelnen Schutzhäftlinge im allgemeinen nur wenige Wochen, höchstens wenige Monate dauert.“ Bis zum 12. Dezember 1940 hatten 517 Häftlinge (457 Deutsche und 60 Ausländer) eine Erziehungshaft hinter sich gebracht. 137 Erziehungshäftlinge befanden sich zu diesem Zeitpunkt in dem Lager. Über die Arbeitsbedingungen wird an den Inspekteur der Sicherheitspolizei unter anderen berichtet: „Es muß berücksichtigt werden, daß diejenigen Häftlinge, die den Tag über auf der Baustelle arbeiten müssen, während der Arbeitszeit lediglich 1/4 Stunde Freizeit zur Einnahme der Mittagmahlzeit haben, während sie in der übrigen Zeit von morgens bis zum Einbruch der Dunkelheit auf nassen und schlammigen Böden arbeiten müssen. Wenn die Häftlinge also gesundheitlich nicht ganz in Ordnung sind, bleibt es nicht aus, daß sie über kurz oder lang erkranken.“
In den Wintermonaten (22. Dezember 1940 bis 15. März 1941) wurden von der bauausführenden Firma die Arbeiten an der Versetalsperre eingestellt. Als Ersatz mussten die Häftlinge in der Umgebung bei einer Baufirma, einem Stahlwerk, einer Försterei und für das Amt Lüdenscheid arbeiten. Außerdem wurden für eine kurze Zeit in Altenberge und Münster-Handorf. Außenstellen des AEL Hunswinkel eröffnet.
Um die Kapazität zu erhöhen, wurde 1941 eine weitere Baracke errichtet. Am 30. September 1941 wurde das AEL vom Ruhrtalsperrenverein übernommen. und am 1. April 1942 nach Gladbeck-Zweckel verlegt. Am 15. Mai 1942 wurde dieses Lager von der Gestapo wiederum aufgelöst und nach Hunswinkel verlegt. Anscheinend auf Druck der Fa. Hochtief, für die die Häftlinge arbeiteten, wurde die Dauer der Haft von sechs Wochen auf drei Monate verlängert. Die Haft konnte, wie ein Betroffener berichtete, auch erheblich länger dauern.
Ab Mai 1942 wurden vorwiegend sowjetische Zwangsarbeiter eingewiesen. Aus dem Arbeitserziehungslager wurde ein Arbeitserziehungslager für Fremdarbeiter. Von der einheimischen Bevölkerung wurde das Lager fortan als Russenlager bezeichnet. Auch der Friedhof Hühnersiepen bei Lüdenscheid-Piepersloh wurde umgangssprachlich zum Russenfriedhof.
1943 soll wegen des Bruchs der Möhnetalsperre die Versetalsperre vordringlich zu Ende gebaut werden. Die Kapazität der Schlafstellen wird daher auf 600 erhöht. Da jedoch die anderen sanitären Einrichtungen diesem Ausbau nicht folgten, führte dies bald zu hygienisch unhaltbaren Zuständen. Dies hatte zur Folge, dass sich in diesem Lager Fleckfieber ausbreitete.
Im September 1944 wird im Hönnetal das AEL Sanssouci zum Bau des Projektes Schwalbe 1 (unterirdische Produktion von Treibstoffen) eröffnet. Bis auf eine geringe Anzahl wurden die Häftlinge des AEL Hunswinkel in dieses Lager verbracht. Ende März 1945 sollten die ausländischen Häftlinge aus dem AEL Sanssouci zu Fuß ins AEL Hunswinkel gebracht werden. Hier sind sie niemals angekommen.
Am 11. April 1945 besetzten amerikanische Soldaten das AEL Hunswinkel, dessen Wachmannschaft sich unter Mitnahme von Häftlingen abgesetzt hatte. Das Schicksal dieser Häftlinge konnte nicht geklärt werden.

## Vernichtung durch die Gestapo
Insgesamt etwa fünf- bis sechstausend Frauen, Männer, Kinder und Jugendliche litten bis 1945 unsägliche Qualen in dem Lager, mindestens 550 überlebten dieses nicht.
Das Lager wurde seit Ende 1942 regelmäßig auch für "Sonderbehandlungen" aus dem Zuständigkeitsbereich der Gestapo Dortmund und Köln benutzt. Die Zahl der exekutierten Menschen ist unklar. Die Zahlen bewegen sich zwischen 100 und 350. Noch kurz vor Kriegsende, am 4. Februar 1945, wurden im Zuge von Kriegsendphasenverbrechen mindestens 14 sowjetische Gestapo-Häftlinge aus Dortmund im Lager exekutiert.
Der Lüdenscheider Arzt Dr. H., der die Morde zu verschleiern half, erhielt dafür später Berufsverbot.

## Gedenken

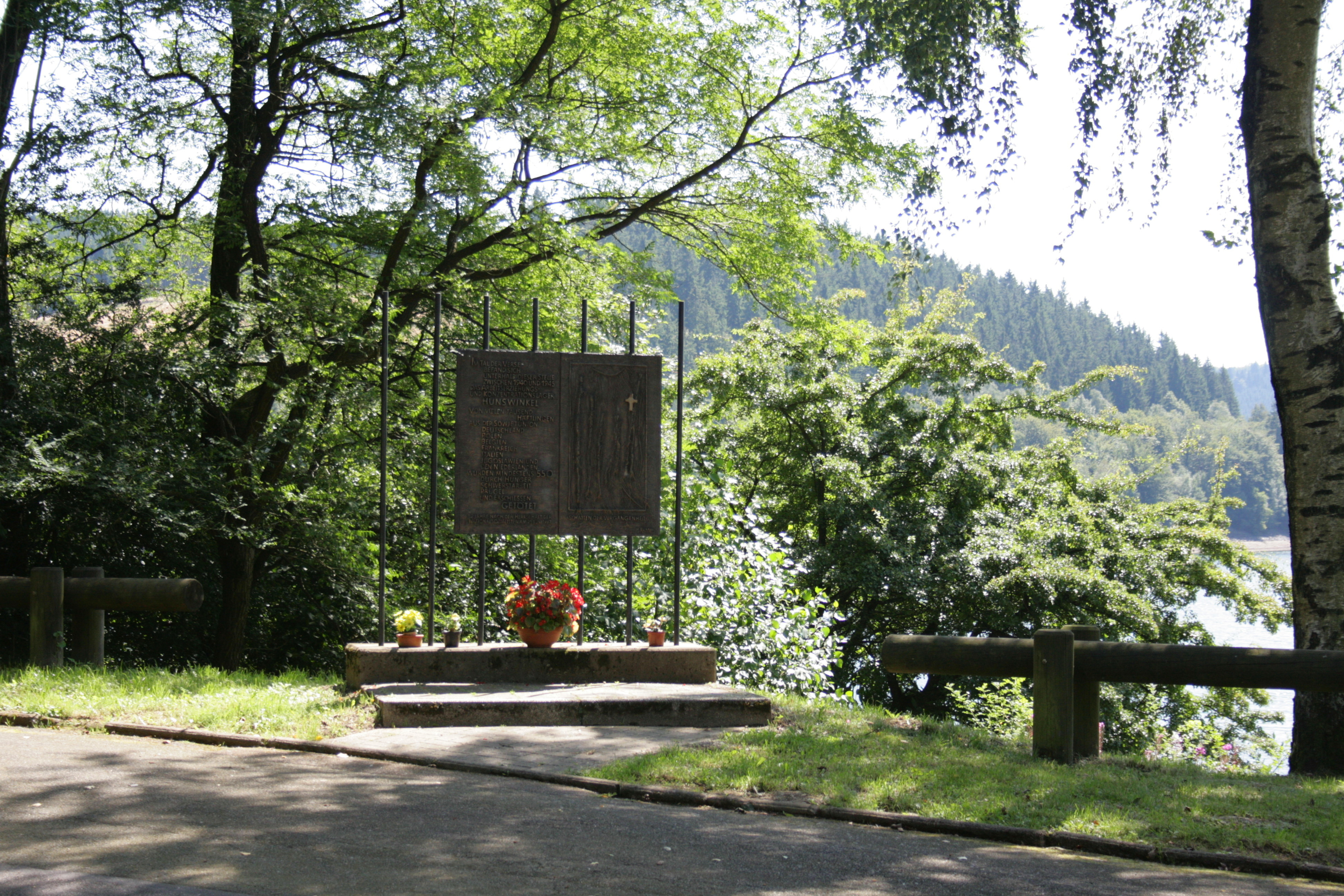
Gedenktafel als Mahnmal für das Lager Hunswinkel (bis 2014)

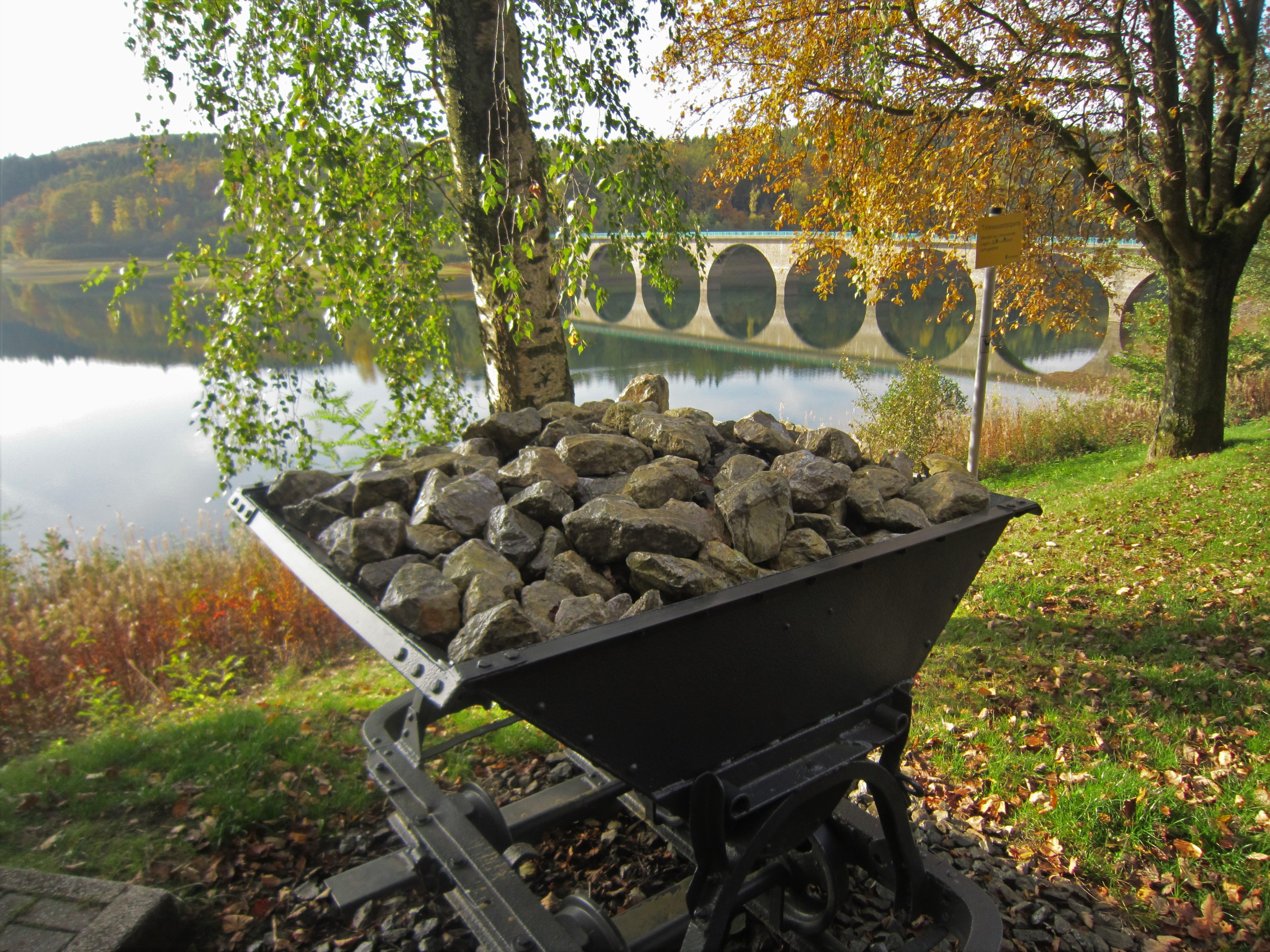
Lore als neues Mahnmal (seit 2017)

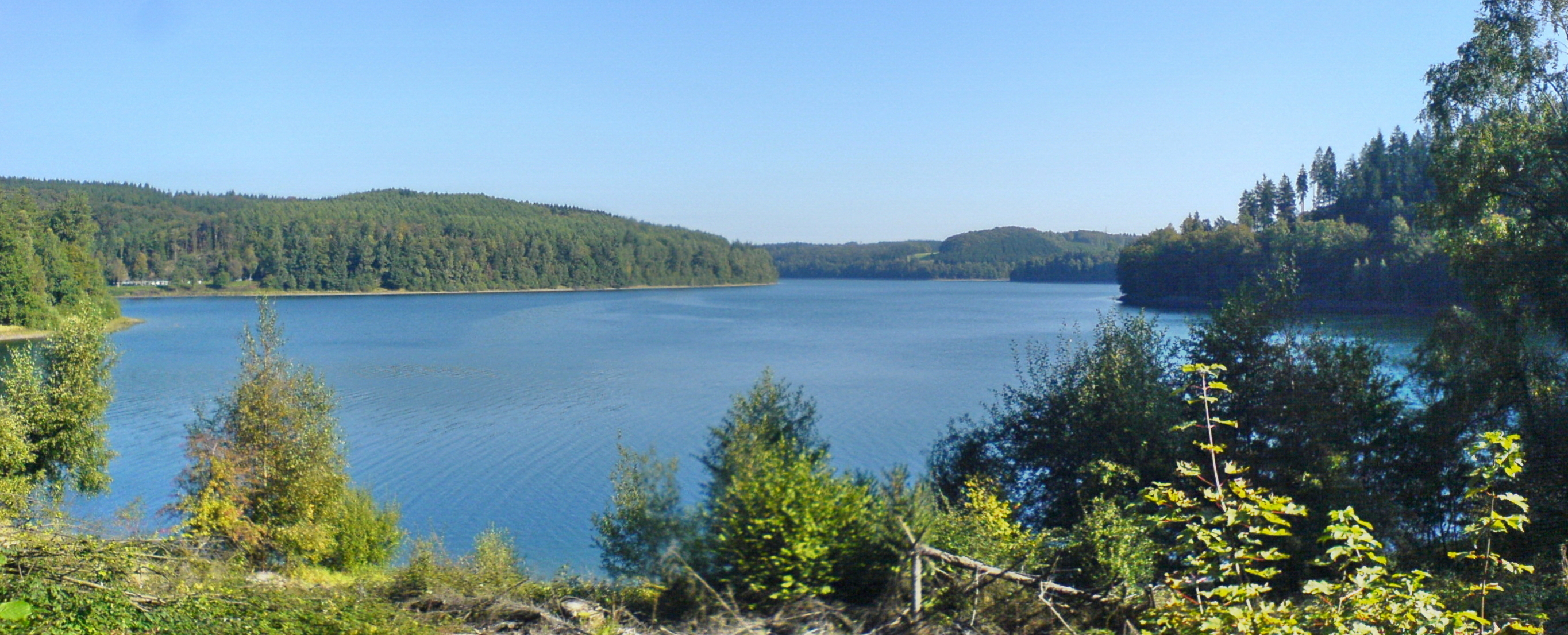
Heutige Ansicht des Zwangsarbeiterlagers, das sich unterhalb des Wanderparkplatzes Hohkühler Bucht/Klamer Brücke, im Bild links, befand.

1949 wurde auf dem Friedhof Hühnersiepen ein Findling als Gedenkstein aufgestellt, eine Tafel in kyrillischer Schrift gedenkt der Opfer. Der Rat der Stadt Lüdenscheid gedachte erstmals fünfzig Jahre nach der Errichtung des Arbeitserziehungslagers der Opfer. 1993 besuchten 25 ehemalige Häftlinge und Zwangsarbeiter Hunswinkels den Friedhof und die Stadt.
Das Mahnmal Hunswinkel wurde am 21. Juni 1997 durch die Bürgermeisterin Lisa Seuster und den Rat der Stadt eingeweiht. Es wurde neben der Klamer Brücke am Versestausee, auf dessen Grund das Lager stand, errichtet.
Inschrift:
Im Tal der Verse befand sich unterhalb dieser Stelle zwischen 1940 und 1945 das Arbeitserziehungs- und Konzentrationslager Hunswinkel. Von vielen tausend Häftlingen aus der Sowjetunion, Deutschland, Polen, Belgien, Frankreich, Italien, Jugoslawien und den Niederlanden wurden mindestens 550 durch Hunger, Schwerstarbeit, Prügel und Erschiessen getötet.
Ende September 2014 wurde das vom Lüdenscheider Künstler Heinz Richter für die Stadt Lüdenscheid geschaffene Mahnmal Schatten der Vergangenheit mutmaßlich von Metalldieben entwendet. Als Übergangslösung bis zu einem dauerhaften Ersatz des Mahnmals hat die Stadt Lüdenscheid eine Plexiglastafel aufgestellt, die seit dem 28. November 2014 die Erinnerung wachhalten soll; sie ist zugleich Ausdruck der Verurteilung des Diebstahls durch den Rat der Stadt.
2017 wurde das Mahnmal neu gestaltet.